# Partido del Trabajo
Die Partido del Trabajo (Arbeitspartei, PT) ist eine demokratisch sozialistische mexikanische Partei und seit 2018 Teil der Regierung Mexikos.

## Geschichte
Die Partido del Trabajo wurde am 8. Dezember 1990 als maoistische Kleinpartei gegründet. 1991 versuchte die Partei erstmals an den mexikanischen Präsidentschaftswahlen teilzunehmen, scheiterte allerdings an der Registrierung. Am 13. Januar 1993 erhielt sie vom Wahlgremium dann die offizielle Teilregistrierung und konnte damit bei den Präsidentschaftswahlen 1994 antreten, bei denen sie knapp 1 Million Stimmen und 9 Sitze in der Abgeordnetenkammer erhielt. Die PT unterstützte im Jahr 2006 die Kandidatur von Andrés Manuel López Obrador (damals PRD) und trat der Coalición Por el Bien de Todos bei, diese konnte sich bei den Wahlen allerdings nicht gegen die regierende Partido Acción Nacional durchsetzen. 2012 erreichte die Partei 4,84 % der Stimmen und konnte erstmals eine parlamentarische Fraktion bilden. 2018 gewann die Partido del Trabajo als Teil der Morena-geführten Koalition unter Lopez Obrador mit 53,2 % der Stimmen die historischen Präsidentschaftswahlen, die die Dominanz der der PRI und der PAN beendeten. Bei den Parlamentswahlen 2021 fuhr die PT eine deutliche Niederlage ein und verlor 24 ihrer 61 Sitze in der Abgeordnetenkammer.

## Politische Ausrichtung
Die PT bezeichnet sich selbst als „demokratisch, populär, unabhängig und antiimperialistisch“ und setzt sich laut Satzung für eine „selbstverwaltende, gerechte, sozialistische, ökologisch nachhaltige Gesellschaft, mit sozialer Gleichheit, gleichen Bedingungen und Chancen in einem Umfeld der Freiheit“ ein. Ihr offizieller Parteislogan lautet „¡Todo el poder al Pueblo!“ (deutsch: „Alle Macht dem Volk!“).

## Struktur
Die Partei ist nach dem Prinzip des Demokratischen Zentralismus aufgebaut und beinhaltet Elemente der direkten und repräsentativen Demokratie.